# San Cibrián (Valle de Valdebezana)
San Cibrián es una aldea que pertenece al ayuntamiento de Valle de Valdebezana, provincia de Burgos, comunidad autónoma de Castilla y León, España.
Pertenece a la comarca de Las Merindades, partido judicial de Villarcayo.

## Geografía
Situado 3 km  al este, siguiendo la carretera local BU-V-5614  de  Soncillo ,  capital del municipio;  43  km de Sedano,  su antigua cabeza de partido, y  88 de Burgos.
Autobús Burgos-Arija, a 1.5 km.

## Demografía
En el censo de 1950 contaba con  41 habitantes, reducidos a 1 en el padrón municipal de 2015.

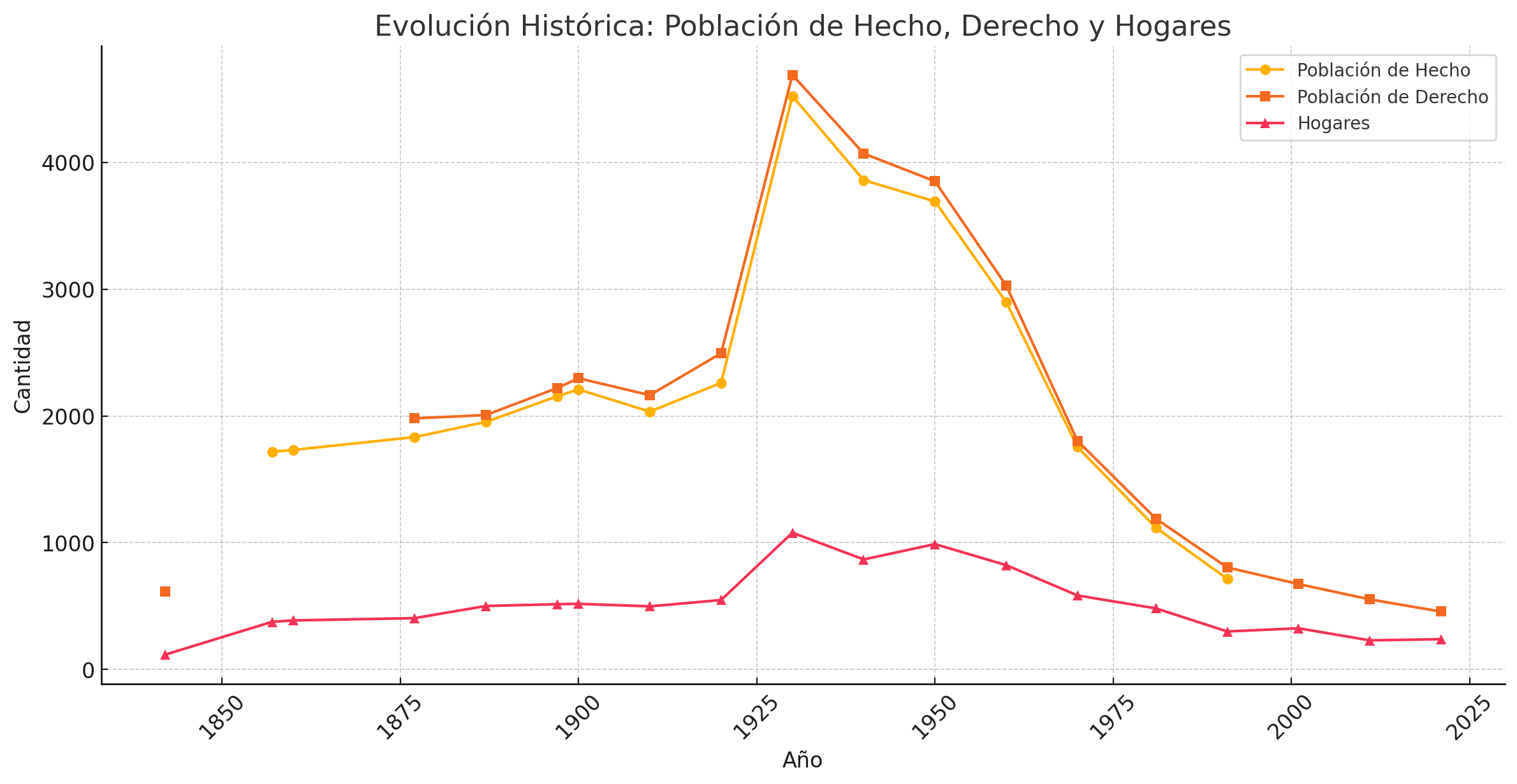
Población en crecimiento

Evolución de la población hasta la actualidad según el  INE (Instituto Nacional de Estadística, España).

## Historia
Lugar perteneciente al Valle de Val de Bezana, perteneciente al partido de Laredo, jurisdicción de señorío ejercida por Don Pedro Hontañón de Porras, quien nombraba su regidor pedáneo.
A la caída del Antiguo Régimen queda agregado al ayuntamiento constitucional   de Valle de Valdebezana, en el partido de Sedano  perteneciente a la región de  Castilla la Vieja.

## Parroquia
Iglesia católica de San Esteban Protomártir, en la localidad vecina de Villabáscones de Bezana , dependiente de la parroquia de Soncillo en el Arcipestrazgo de Merindades de Castilla la Vieja, diócesis de Burgos